# Vodafone
Vodafone Group Plc (LSE VOD NYSE VOD) és un operador de telefonia mòbil multinacional amb seu central a Newbury, Berkshire, el Regne Unit.
Vodafone va portar a terme la seva primera trucada de mòbil en el Regne Unit, pocs minuts després de la mitjanit de l'1 de gener de 1985. Vodafone UK va fer la seva primera trucada de veu 3G el 16 d'abril de 2001.
El nom Vodafone prové de Voice-data-fax-over-net (Telèfon de dades i veu), nom triat pel seu fundador, un home de negocis anglès amb una gran visió de futur, va intuir ja des d'aquests anys que les dades seria un dels elements fonamentals de les telecomunicacions futures. La història diu que, gran afeccionat als cavalls i a les carreres, va decidir establir la seva l'empresa en una localitat (Newbury) on existia un important hipòdrom que podria visitar en les pauses del seu treball. Actualment l'economia d'aquesta localitat està molt lligada a l'empresa Vodafone.
Vodafone té 165 milions d'abonats, principalment de GSM, en 28 països. Fins a 2002 era la companyia de telefonia mòbil més gran del món. Actualment, és la segona més gran (2004), després de China Mobile, i la primera occidental.
Als EUA, Vodafone posseeix el 44% de Verizon Wireless, el qual fins a la fusió de Cingular amb AT&T Wireless era el major operador de telefonia mòbil del país. Actualment Verizon Wireless és el segon major operador de telefonia mòbil dels EUA. No obstant això, la companyia Verizon té la majoria d'accions de Verizon Wireless, la marca Vodafone no s'utilitza, i la xarxa Verizon no és compatible amb els telèfons GSM.

## Adquisicions i fets essencials

Vodafone a Europa; Vermell: Vodafone, Taronja: patents de Vodafone

L'any 2000 Vodafone va prendre el control de l'operador alemany de xarxes mòbils Mannesmann. La participació segueix sent una de les més grans de la història europea.
El 2001 Vodafone va prendre el control de Eircell en Irlanda i la va rebatejar com a Vodafone Ireland.
L'1 d'octubre de 2003, la unitat japonesa de Vodafone, J-Phone, va abandonar la seva denominació a favor de la mundialment reconeguda de Vodafone.
Però, per la seva falta de coneixement o perquè no pot competir en el mercat japonès i sobretot per la competència amb monstres de la tecnologia mòbil, com DoCoMo i KDDI fa uns mesos ha tingut la seva primera contracció mundial i ha abandonat el competitiu mercat mòbil japonès en mans de SOFTBANK.
El 17 de març de 2014 Vodafone compra la totalitat de l'empresa de telecomunicacions espanyola ONO per 7,2 milions d'euros.

## Logotip
El logotip pot veure's patrocinant l'equip de críquet anglès, l'equip de F1 Vodafone McLaren Mercedes (per tant patrocinador oficial de Fernando Alonso, Mutua Madrilenya i Banco Santander que són patrocinadors de segon grau), l'equip de rugbi australià Wallabies, els cotxes de touring alemanys DTM i les carreres de cavalls Vodafone Oaks i Vodafone Derby en Epsom. A més Vodafone és patrocinadora de grans esdeveniments com la Champions League, els grans festivals de música, el Cirque du Soleil i serra nevada.
El logotip de l'empresa mostra una cometa, adoptada com metàfora de comunicació, i des de fa uns anys, emmarcat en la silueta d'una targeta SIM, un rectangle arrodonit amb un cantó tallat. El color distintiu és un vermell evocador, el vermell 485, amb lletres blanques, usant-se també la versió en lletres vermelles sobre blanc, en ambdós casos amb el símbol de la targeta SIM i sense...

## Vodafone a Espanya
Vodafone Espanya va ser una de les principals filials que formava part de Vodafone Group, la companyia capdavantera mundial amb presència en 27 països, i acords amb altres 27 països al llarg dels cinc continents. La captació de clients es manté és una taxa d'1 de cada 2 a data de febrer de 2006.De fet la matriu ha concedit un dels centres d'I+D a Vodafone Espanya. S'establix després de l'adquisició de Airtel, mantenint part del seu capital humà, infraestructures, clients. Dintre del mercat Europeu és el primer operador de telefonia mòbil, a l'estat espanyol ocupa el segon lloc després de Movistar.
Vodafone oferix serveis UMTS en Espanya.

### Institut de Noves Tecnologies de Vodafone
En col·laboració amb la Fundació Universitària de San Pablo CEU, s'han desenvolupat dos ensenyaments professionals superiors a l'àmbit de les Noves Tecnologies, orientades a l'assessorament comercial, aspecte important per a la supervivència i aplicació d'una tecnologia. De fet han existit i existeixen multitud de tecnologies que, sostenint avanços tècnics, no són utilitzades per les grans masses per la seva falta de comerciabilitat. El segon aspecte que es pretén arribar a amb aquests programes és el desenvolupament de la mateixa enginyeria de les comunicacions.

### Lowi

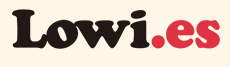
Lowi

El desembre de 2014 es va presentar a Espanya la companyia Lowi, una nova marca comercial enfocada al segment de baix cost. Es va fer el llançament oficial el 18 de desembre de 2014 fent servir la mateixa xarxa 3G de Vodafone.

## Transmissió de dades i connexió a Internet

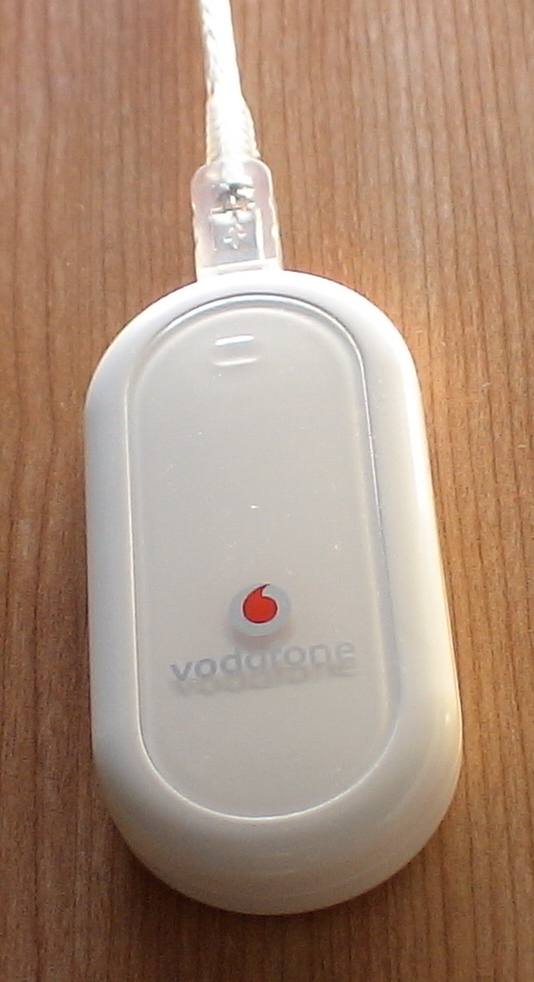
Mòdem USB 3G de Vodafone

És una de les principals empreses que a Espanya facilita la transmissió de dades utilitzant les tres tecnologies GPRS, 3G i, en relació amb aquesta última o de forma independent, WiFi. Són tecnologies utilitzades a nivell mundial pels principals operadors de telecomunicacions mòbils. L'excepció la representa Japó amb la seva variant i-mode, la qual permet la compatibilitat de les seves terminals en altres zones geogràfiques del planeta no obstant això és incompatible que nosaltres viatgem amb els nostres terminals a aquest sistema. És un dels principals inspiradors per a les grans operadores de telefonia mòbil com Vodafone, Movistar... És un mercat molt important que ha crescut molt en els últims anys, per això és observat amb interès.
Vodafone Mobile Connect 3G és una targeta PCMCIA d'ordinador que permet connectar a Internet a velocitats de fins a 384 Kbps, mitjançant 3G, que representa una velocitat superior a l'oferta bàsica en ADSL i fins a 10 vegades superior a GPRS. Amb un programari intuïtiu i fàcil d'utilitzar, l'usuari pot connectar-se a la intranet de l'empresa, al seu correu corporatiu i enviar sms. Et permet veure en tot moment el consum en Kbps para gestionar d'una manera eficaç els plans de preus de dades amb els quals funciona aquesta targeta, encara que no té establerta encara tarifa plana mensual (independent de la quantitat d'informació emesa / rebuda). És més aviat una tarifa carregada.
Quan parlem de connexió a Internet en mobilitat sembla que sempre visualitzem la connexió individual, no obstant això, aquesta companyia també ofereix un producte que dona la possibilitat que un grup de persones treballin o simplement naveguin, creant un centre de treball o d'oci remot. Això s'aconsegueix a través de l'encaminador 3G que ha d'utilitzar-se juntament amb la targeta 3G (Vodafone Mobile Connect Card), que és PCMCIA, encara que ja existeix una versió USB (Mòdem USB Vodafone Mobile Connect, que és un Huawei model I220). El principal avantatge d'aquest encaminador, és que pot ser utilitzat amb una tarifa plana, que és independent del temps de connexió i del volum de dades, a una velocitat màxima de 348 Kbps. A més de la Banda Ampla 3G (HSDPA) suporta tant 3G com GPRS, així quan un es troba en una zona sense cobertura HSDPA pot connectar-se a Internet en mobilitat usant 3G o GPRS.
D'altra banda, existeix la possibilitat de consultar el correu amb una tarifa plana de correu mòbil, més econòmica que la connexió general a Internet, denominada Vodafone Real Mail. Es pot emprar amb els següents mòbils, entre d'altres: Nokia 6630 Mobile Office, Nokia 9300, HP 6515, Motorola MPX220 i QTek V1620 i V1640.
Una altra de les tecnologies que ofereix Vodafone és Vodafone WiFi de forma complementària o independent a la targeta 3G. La funció que realitza és permetre la connexió a Internet, a la intranet i al correu corporatiu a través de dispositius sense cables (portàtil, PDA), és a dir igualment Internet en mobilitat. La idea és que qualsevol professional pugui establir una oficina remota, i en el cas de fer-lo amb tecnologia WiFi aquesta podrà situar-se en els punts on la xarxa WiFi estigui habilitada. Un exemple és el dels aeroports (Barajas en Madrid i El Prat en Barcelona disposen de cobertura WiFi; la cobertura en aquests aeroports la proporciona la UTE formada per Kubiwireless, Comunitel i Vodafone). Hi ha uns 220 punts de connexió sense fil en aquests moments. Vodafone té signats acords amb Kubiwireless l'empresa espanyola que està realitzant les tasques d'expansió de la xarxa wireless.
Avui dia la xarxa Wireless és molt present en llocs com El Palacio de los Congresos, hotels, algunes grans superfícies comercials, punts que amb el pas del temps experimentaran una important expansió.
Com tota operadora de Telefonia proposa solucions mòbils tant a nivell particular com a nivell empresarial, no obstant això és interessant conèixer quines solucions es plantegen per ambdós nivells, ja que poden convertir-se en estàndard del mercat y generalitzar-se tant a uns com altres usuaris. Un exemple és la Wireless Office. La idea consisteix que només tenint un mòbil puguem gestionar trucades tant de telefonia fixa com mòbil. Aquest servei funcionaria integrant el nombre fix al terminal perquè les trucades al nostre telèfon fix siguin ateses també des del mòbil, tarificant a les persones que ens truquen com si es tractés d'un fix. A més, per a les trucades sortints a fixos la tarifació també seria especial o el de la telefonia fixa. En un mateix dispositiu per tant s'integraria telefonia mòbil i fixa, amb gran utilitat per a les empreses.

### Tarifes

#### Tarifa plana Navega i Parla
La tarifa Navega i Parla és la primera autèntica tarifa plana de connexió mòbil a internet d'Espanya. Té una velocitat de 128 kbps, independentment de la quantitat d'informació rebuda o emesa i del temps de connexió. No obstant això, si no s'ha superat 1 Gb al mes, la velocitat és d'1 Mbps. A més, té una determinada quantitat de minuts de trucades a telèfons fixos.

## Responsabilitat social a Vodafone
Com totes les grans companyies i afortunadament d'una manera més conscient, Vodafone, a través de la Fundació Vodafone, fa programes de conscienciació social sobre l'ús responsable del telèfon mòbil o el medi ambient, La carta de la Terra. O el programa SMS.SOS on amb una original iniciativa manant un sms triant una ONG pots fer una petita aportació a la causa per la qual aquesta lluita.

### Antenes i salut
Arran dels casos esdevinguts en els últims anys amb relació a l'afectació cap a l'ésser humà de les antenes de telefonia mòbil, l'operadora proporciona informació sobre els fonaments físics-científics de l'activitat d'aquests BTS. Nombrosos estudis de l'OMS, l'Associació espanyola contra el càncer o universitats publiquen, com no hi ha conclusions que estableixin relacions de causalitat entre la proximitat d'aquests elements i tal malaltia, atès que les ones electromagnètiques per les quals funciona la telefonia mòbil es troben properes en freqüència a les de la ràdio o la tv, són ones no ionizats que al contrari dels RAJOS X o Gamma ( que són ionizats) no afecten els enllaços moleculars i, per tant, no produïxen canvis en els teixits de les persones.
La principal conseqüència del fenomen esdevingut suposa la lentitud amb què la xarxa UMTS (la tercera generació de telefonia mòbil) s'està estenent, l'augment del nombre d'usuaris de terminals 3G suposa unes incrementals necessaris de cobertura per a evitar saturació i caigudes de xarxa. A més tenint en compte que des de les operadores de telefonia i des de Vodafone ja es parla d'una tecnologia de quarta generació que s'està fent realitat.